# Otto Hartz

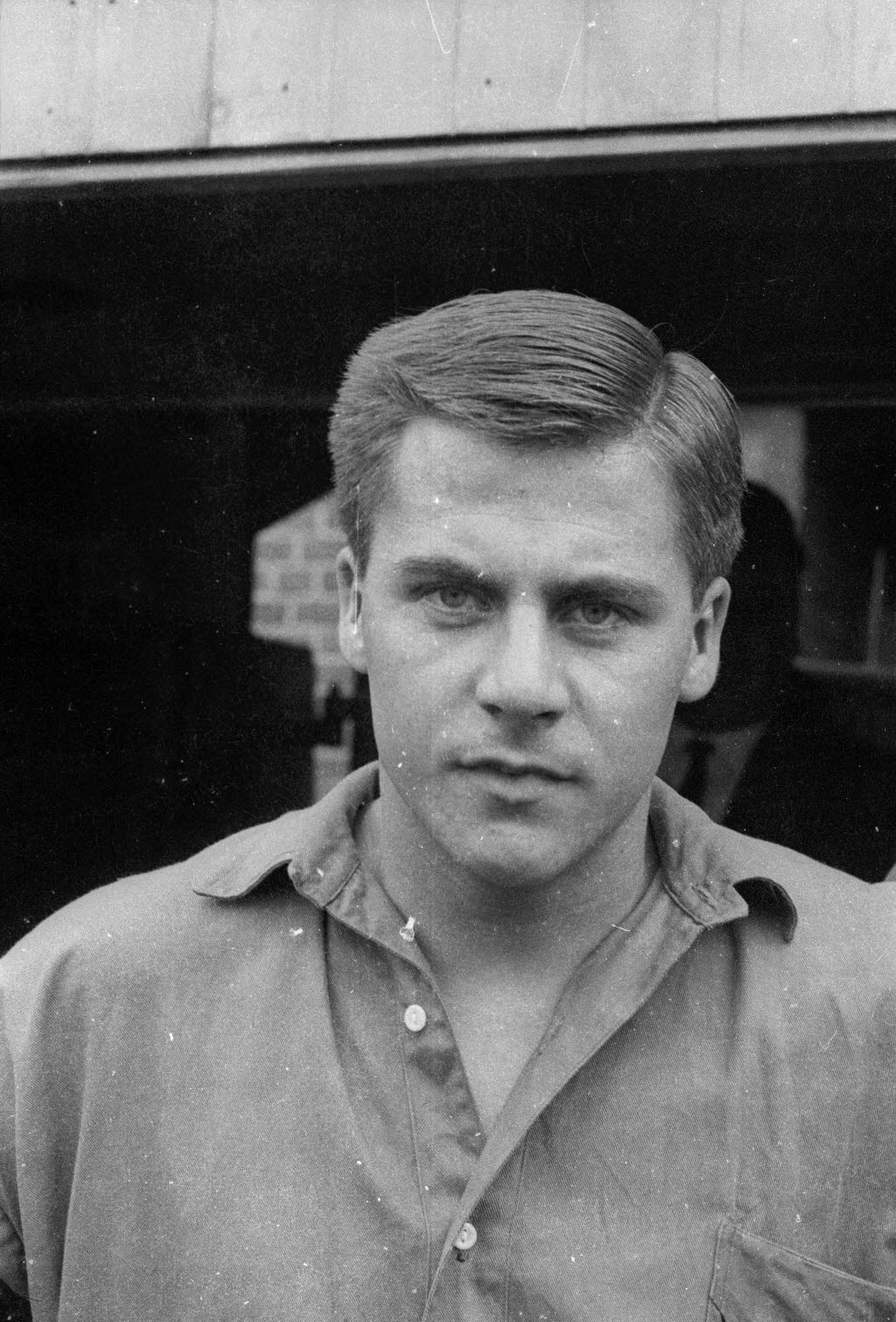
Otto Hartz (1963)

Otto Hartz (* 24. Januar 1940; † 22. August 2015 in München) war ein deutscher Fußballspieler, der von 1958 bis 1972 in der damals erstklassigen Fußball-Oberliga Nord für die Vereine Phönix Lübeck und Hannover 96 beziehungsweise in der zweitklassigen Regionalliga Nord für Holstein Kiel und VfB Lübeck insgesamt 231 Verbandsspiele absolviert und 79 Tore erzielt hat.

## Karriere

### Jugend und Oberliga Nord, bis 1963
Das spielerische und technische Talent des jungen Offensivspielers Otto Hartz zeigte sich bereits in seiner Zeit als Jugendfußballer. Über die Verbandsauswahl von Schleswig-Holstein führte ihn sein sportlicher Weg in die deutsche Jugendnationalmannschaft. Am 15. Mai 1958 stürmte er im Freundschaftsländerspiel in Flensburg gegen Dänemark in der DFB-Nachwuchself. Er bildete beim 4:2-Erfolg zusammen mit Willi Langemann, Günter Herrmann, Ernst Kuster und Konrad Heidner im damaligen WM-System auf Linksaußen den deutschen Angriff. Bei den Weiß-Blau-Roten vom Stadion an der Travemünder Allee, den Adlerträgern von Phönix Lübeck, debütierte die Nachwuchshoffnung am 31. August 1958 unter Trainer Otto Westphal bei einem Auswärtsremis von 1:1 gegen Holstein Kiel in der Oberliga Nord. Reinhold Ertel und Erich Dziwocki gehörten dabei zu den Routiniers im Team. An der Seite des torgefährlichen Eitel Galle erlebte der junge Stürmer in seinem zweiten Oberligajahr, 1959/60, mit dem 15. Tabellenrang den Abstieg in das Amateurlager. Am 24. Januar 1960, an seinem 20. Geburtstag, hatte er beim 4:2-Heimerfolg gegen Bremerhaven 93 drei Tore erzielt. Hartz hat von 1958 bis 1960 für Phönix 37 Ligaspiele absolviert und neun Tore erzielt. Er blieb 1960/61 bei den Adlerträgern und musste sich aber mit seinen Mannschaftskameraden mit der Vizemeisterschaft in der Amateurliga Schleswig-Holstein begnügen. Die Leistungen des talentierten Flügelstürmers führten aber dazu, dass der DFB den Angreifer aus Lübeck für das Länderspiel der Juniorenelf U-23 am 13. Mai 1961 in Waterschei gegen Belgien nominierte. Beim 3:1-Erfolg der DFB-Talente bildete er zusammen mit Gustav Flachenecker, Helmut Haller, Fred Heiser und Dieter Thun auf Linksaußen den deutschen Angriff. Er steuerte einen Treffer zum 3:1-Erfolg bei. Der damalige Amateurfußballer aus Schleswig-Holstein wurde auch in der Rangliste des deutschen Fußballs des Kicker-Sportmagazins im Sommer 1961 in der Rubrik „Im weiteren Kreis der Nationalelf“ auf Linksaußen neben Albert Brülls und Heinz Vollmar geführt. Zur Saison 1961/62 schloss er sich Hannover 96 in der Oberliga Nord an.
Der Neuzugang aus Lübeck debütierte am Starttag der Oberligarunde 1961/62, den 6. August 1961, unter Trainer Günter Grothkopp bei einem 2:2-Heimremis gegen Bremerhaven 93 bei Hannover 96 in der Oberliga Nord. Er agierte im Angriff neben Fredy Heiser, Udo Nix und Georg Kellermann und erzielte in der ersten Minute die 1:0-Führung für die 96er. Internationale Erfahrung sammelte er in den zwei Begegnungen im Messepokal im September 1961 gegen Espanol Barcelona. Die Katalanen setzten sich aber mit dem ehemaligen ungarischen Nationalstürmer Zoltán Czibor mit zwei Siegen durch. Hartz zeigte sein Können und auch mit 15 Treffern in 24 Ligaeinsätzen seine Torgefährlichkeit, aber die „Roten“ landeten am Rundenende nur auf dem 13. Rang. Die sportliche Misere führte auch im Dezember 1961/Januar 1962 zu einem Trainerwechsel: Grothkopp wurde durch Hannes Kirk bis zum Rundenende abgelöst. Hartz führte überlegen die interne Torschützenliste an. Im letzten Jahr des alten erstklassigen regionalen Oberligensystems, 1962/63, versuchte Sechsundneunzig mit Neu-Trainer Heinz Lucas und den Spieler-Neuzugängen Otto Laszig und Winfried Mittrowski zwar vehement sich zu verbessern, mehr als ein neunter Rang kam aber nicht heraus. Damit wurde das Ziel in die neue Erstklassigkeit der Fußball-Bundesliga eingereiht zu werden, deutlich verfehlt. Hartz hatte in 22 Ligaspielen vier Tore erzielt. Nach zwei Jahren in Hannover wechselte er zur Saison 1963/64 zu Holstein Kiel. Insgesamt wird Hartz in der Oberliga Nord mit 83 Spielen und 28 Toren geführt.

### Regionalliga Nord, 1963 bis 1972
Mit den blau-weiß-roten „Störchen“ von Holstein Kiel feierte Hartz in der Saison 1964/65 die Meisterschaft in der Regionalliga Nord. Durch die starke Offensivkonkurrenz mit Franz-Josef Hönig, Gerd Koll, Gerd Saborowski, Manfred Podlich, Jürgen Rohweder und Josef Pistauer gehörte er aber mit fünf Einsätzen und einem Tor nicht der Stammbesetzung an. Unter dem lediglich für die Aufstiegsrunde verpflichteten Braunschweiger Coach Helmuth Johannsen kam er nicht zum Einsatz. Im folgenden Jahr, 1965/66, verfehlte er mit Kiel lediglich durch einen Punkt Rückstand auf FC St. Pauli die Titelverteidigung und durch das schlechtere Torverhältnis gegen das punktgleiche Göttingen den erneuten Einzug in die Bundesligaaufstiegsrunde. Er hatte aber in 20 Ligaspielen neun Tore für Kiel erzielt. Da er in seinem vierten Jahr bei Holstein unter Trainer Rudolf Faßnacht mit fünf Spielen (5 Tore) keine wesentliche Rolle mehr im Team spielte, führte ihn sein Weg zur Saison 1967/68 nach Lübeck zurück, er schloss sich den Grün-Weißen des Verein für Bewegungsspiele an.
In seinem ersten Jahr beim VfB, 1967/68, erzielte er in 22 Ligaspielen fünf Tore und die Grün-Weißen landeten mit Trainer Heinz Lucas auf dem neunten Rang im Mittelfeld. In seinem zweiten VfB-Jahr, 1968/69, konnte er seine Bilanz auf 32 Einsätze mit 18 Treffern entscheidend ausbauen. Unter dem neuen Trainer Kurt „Jockel“ Krause und Mitspielern wie Torhüter Manfred Bomke, den Feldspielern Horst Wenzel, Claus Schygulla, Hans-Jürgen Wittfoth, Helmut Hosung, Rainer Waberski und Siegfried Bronnert erreichte er nach hartem Kampf gegen die Konkurrenten vom FC St. Pauli und SC Göttingen 05 den zweiten Rang, und damit den Einzug in die Bundesligaaufstiegsrunde. Gegen die Rivalen aus Oberhausen, Freiburg, Alsenborn und Hertha Zehlendorf aus Berlin hatten Hartz und Kollegen aber sodann keine Chance. Der 28-jährige Angreifer absolvierte alle acht Aufstiegsrundenspiele und erzielte ein Tor. Als 1970/71 der VfB nochmals den dritten Rang erringen konnte, kamen für Hartz zwar weitere 16 (2 Tore) hinzu; er wurde jetzt aber überwiegend als Einwechselspieler gebracht und half auch mehrmals in der Abwehr aus. Nach insgesamt 102 Regionalligaeinsätzen mit 33 Toren für den VfB Lübeck beendete der ehemalige Jugendnationalspieler im Sommer 1972 seine höherklassige Spielerlaufbahn.